# Université fédérale de Rio de Janeiro
L'université fédérale de Rio de Janeiro (UFRJ, Universidade Federal do Rio de Janeiro), également appelée « université du Brésil », est la plus grande université fédérale du Brésil. Elle se situe principalement dans la ville de Rio de Janeiro où elle possède deux campus (Ilha do Fundão et Praia Vermelha) ainsi que des unités isolées comme la faculté de droit, l'Institut d'histoire (pt), l'Institut de philosophie et de sciences sociales et l'École de musique.
Outre les centres consacrés à l'enseignement de premier (graduação) et deuxième cycles (pós-graduação), l'université possède des entités comme le musée national du Brésil (également connu sous le nom de musée Quinta da Boa Vista), situé dans le quartier carioca de São Cristóvão, l'observatoire de Valongo (pt) ainsi que huit centres hospitaliers universitaires :
hôpital universitaire Clementino Fraga Filho (pt),
hôpital-école Saint-François-d'Assise (pt),
Institut de gynécologie (pt),
Institut de neurologie Deolindo Couto (pt),
Institut de psychiatrie (pt),
Institut de puériculture et de pédiatrie Martagão Gesteira (pt),
Institut de maladies du Thorax (pt)
et enfin
la maternité-école (pt), sans compter d'autres unités dispersées dans la ville. Dans le centre-ville de Rio de Janeiro sont actuellement en construction deux immeubles de 41 étages chacun, dont une partie sera cédée à l'université.
L'université fédérale de Rio de Janeiro s'inscrit dans la droite lignée des premiers temps de l'enseignement supérieur au Brésil : par exemple, la faculté de médecine fut créée en 1808 par Jean VI de Portugal, avec le nom d'Académie de médecine et de Chirurgie, tandis que l'École polytechnique fut fondée en 1792, sous le règne de Marie Ire de Portugal, bien que l'enseignement de génie militaire ait été institué dès 1699 par un décret royal de Pierre II de Portugal.
Née de l'union de plusieurs facultés déjà existantes, l'UFRJ fut officiellement créée le 7 septembre 1920 par le président brésilien Epitácio Pessoa, et reçut le nom d'université de Rio de Janeiro. Plus tard, en 1937, elle fut rebaptisée université du Brésil : certains historiens affirment que ce titre tient son origine du fait qu'un monarque étranger avait demandé à recevoir le titre de docteur de l'université nationale, comme il en avait l'habitude. Comme il n'y avait pas d'« université du Brésil », le changement de nom eut lieu. En 1965, le décret no 4759 du gouvernement militaire du général Humberto de Alencar Castello Branco imposa aux universités brésiliennes une nomenclature uniformisée, et l'université de Rio de Janeiro reçut alors son nom actuel.
En l'an 2000, l'université initia une action en justice afin de demander le droit de s'appeler à nouveau « université du Brésil », en alléguant que ce nom lui fut retiré par un décret contesté émis durant la dictature militaire brésilienne. La demande fut acceptée et il est actuellement possible d'utiliser les deux noms pour désigner l'université.
Parmi les points forts de l'UFRJ figure la recherche : 3 703 élèves participèrent à la Journée d'initiation scientifique, artistique et culturelle, qui a lieu chaque année. La maison d'édition de l'université publie en moyenne 18 livres par an. Nombre d'entreprises maintiennent des centres de recherche dans le campus de Ilha do Fundão, comme le Centre de perfectionnement et de recherche sur le pétrole (CENPES) de la compagnie pétrolière brésilienne Petrobrás.
L’UFRJ est la plus grande institution d’enseignement supérieure publique du Brésil : 67 000 étudiants, 4 200 enseignants, 1 500 laboratoires de recherche et 45 bibliothèques. Elle fête cette année ses 100 ans. Elle a accueilli des étudiants aussi illustres que l’architecte Oscar Niemeyer et l’écrivain Jorge Amado.

## Campus de Ilha do Fundão
Le plus grand campus de l'université est situé sur l'île de Fundão (Ilha do Fundão), dans la zone Nord de Rio de Janeiro, qu'il occupe presque entièrement. Cette île artificielle fut créée dans les années 1950 par la jonction de plusieurs îles naturelles au moyen de travaux de terrassement. Cependant, les activités du campus ne commencèrent qu'en 1970 : le régime militaire trouva dans l'île un moyen de contenir plus facilement une possible rébellion étudiante, étant donné qu'au départ l'accès à l'île était assuré par deux ponts étroits seulement. Le projet initial prévoyait que tous les cours y fussent transférés, et cette idée fut reprise récemment avec la réélection du président d'université Aloísio Teixeira.
Les bâtiments du campus de Ilha do Fundão furent construits par de grands architectes modernistes brésiliens. Certains projets reçurent plusieurs prix d'architecture.
Les principaux bâtiments sont reliés aux différents centres :
- Centre de technologie ;
- Centre de sciences mathématiques et de la nature (dans ce bâtiment se trouvent également divers instituts, comme celui de géographie) ;
- Bâtiment de la présidence, où se situent également les cursus d'architecture et d'urbanisme ;
- Centre de lettres ;
- Centre hospitalier universitaire ;
- Centre de sciences de la santé ;
- Institut de puériculture et de pédiatrie Martagão Gesteira (IPPMG) ;
- Centre d'éducation physique et sportive ;
- Résidence universitaire.

Récemment, l'accès au campus de Ilha do Fundão fut amélioré, après la construction des axes autoroutiers Linha Vermelha (pt) et Linha Amarela (pt) et la mise en place d'une liaison par autobus avec le métro à la station Del Castilho. Cependant, la proximité du Complexo da Maré (la plus grande agglomération de favelas de la ville) suscite des inquiétudes quant à la sécurité des locaux, et en 2006 le campus se dota de barrières de sécurité et de postes de surveillance qui se ferment après une certaine heure.
Alors que le gouvernement brésilien diminue significativement les fonds alloués à l'enseignement supérieur, le journal Le Monde décrit en 2020 une université en déclin : « aujourd’hui, elle fait peine à voir : l’immense campus de l’île du Fundão, dans le nord de Rio, ressemble à une cité industrielle en faillite. Jardins à l’abandon, poubelles éparpillées, trottoirs éventrés, chantiers inachevés rongés par la rouille… Même le beau bâtiment du rectorat, « bateau amiral » dessiné sur pilotis par des disciples du Corbusier, est en sale état : les étages supérieurs, ravagés en 2016 par un incendie, n’ont jamais été réhabilités. Les plafonds sont constellés d’infiltrations. Les grandes baies vitrées du patio, brisées çà et là, sont comblées par de tristes panneaux de bois. »

## Organisation interne
L'université fédérale de Rio de Janeiro se décompose en centres et en organes supplémentaires (Órgãos suplementares).
En 2019, 7 590 bourses de recherche et d’étude ont été supprimées. « En sociologie et en anthropologie, c’est particulièrement dur. Il est impossible de faire des projets de long terme. Tout est gelé », relève le sociologue Michel Misse. L'université voit son budget amputé de plus de 30 % en 2020 sur décision du gouvernement de Jair Bolsonaro.

### Centres
Les centres qui composent l'UFRJ sont les suivants :
- Centre de lettres et arts ;
- Centre de philosophie et de sciences humaines ;
- Centre de sciences juridiques et économiques ;
- Centre de sciences mathématiques et de la nature ;
- Centre de sciences de la santé ;
- Centre de technologie.

### Organes supplémentaires
Font également partie de l'UFRJ les organes suivants :
- Forum de science et de culture de l'université (FCC), comprenant les presses universitaires, le musée national du Brésil et la Maison des sciences
- Présidence de l'université

## Cursus

### Sciences biomédicales
- Éducation physique et sportive (baccalauréat et licence)
- Médecine
- Nutrition
- Odontologie
- Pharmacie
- Physiothérapie
- Phonoaudiologie
- Sciences biologiques (baccalauréat et licence)
  - Option médicale
  - Option biophysique
  - Option microbiologie et immunologie
  - Licence en sciences biologiques
  - Licence en sciences biologiques / campus de Macaé
- Soin infirmier et obstétrique

### Sciences exactes
- Astronomie
- Chimie avec orientation technologique
  - Licence en chimie
- Construction navale et océanographie
- Électronique
- Électrotechnique
- Géologie
- Génie civil
- Génie industriel
- Génie mécanique
- Informatique
- Ingénierie chimique, ingénierie des aliments, ingénierie de bioprocessus ou chimie industrielle
- Ingénierie de contrôle et automation
- Ingénierie de l'environnement
- Ingénierie des matériaux
- Ingénierie du pétrole
- Mathématiques (baccalauréat et licence)
  - Mathématiques appliquées
  - Licence en mathématiques
- Métallurgie
- Météorologie
- Physique (baccalauréat et licence) ou physique médicale
- Science actuarielle
- Statistiques

### Sciences humaines
- Architecture et urbanisme
- Architecture d'intérieur
- Assistant de service social
- Communication sociale
- Comptabilité
- Droit
- Arts du spectacle
  - option scénographie
  - option costumes de scène
- Danse
- Dessin industriel
  - option graphisme
  - option design industriel
- Économie
- Éducation artistique (licence)
  - option arts plastiques
  - option dessin
- Géographie (baccalauréat et licence)
- Gestion
- Gravure
- Histoire
- Mise en scène
- Paysagisme
- Pédagogie
- Peinture
- Psychologie
- Philosophie
- Relations internationales
- Sciences de l'information et des bibliothèques
- Sciences sociales
  - option journalisme
  - option gestion éditoriale
  - option publicité
  - option radio et télévision
- Sculpture

### Lettres
- Portugais-allemand
- Portugais-anglais
- Portugais-arabe
- Portugais-espagnol
- Portugais-français
- Portugais-grec
- Portugais-hébreu
- Portugais-italien
- Portugais-japonais
- Portugais-latin
- Portugais-littérature
- Portugais-russe

### Musique
- Baccalauréat en alto
- Baccalauréat en basson
- Baccalauréat en chant
- Baccalauréat en clarinette
- Baccalauréat en clavecin
- Baccalauréat en composition
- Baccalauréat en contrebasse
- Baccalauréat en cor

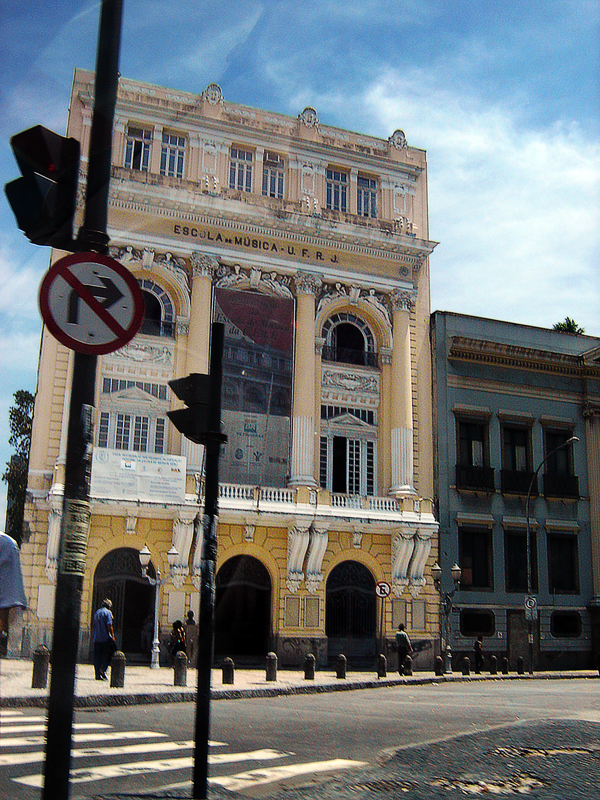
École de musique de l'UFRJ.

- Baccalauréat en direction d'orchestre et direction de chœur
- Baccalauréat en flûte
- Baccalauréat en guitare (populaire et classique)
- Baccalauréat en harpe
- Baccalauréat en hautbois
- Baccalauréat en orgue
- Baccalauréat en percussion
- Baccalauréat en piano
- Baccalauréat en saxophone
- Baccalauréat en trombone
- Baccalauréat en tuba
- Baccalauréat en violon
- Baccalauréat en violoncelle
- Licence en musique